# Ayumi hamasaki ARENA TOUR 2012 A ～HOTEL Love songs～
《ayumi hamasaki ARENA TOUR 2012 A ～HOTEL Love songs～》（濱崎步 2012 巡迴演唱會 A ～HOTEL Love songs～）是日本歌手濱崎步於2012年間舉行日本巡迴演唱會，於2013年3月8日發行DVD及BD。本作同時是15週年連續發行計畫的第五項，本作於2013年3月8日發行，至2013年濱崎步出道15週年為止，每一個月會發行另外一張作品，共計五作。

## 說明
為了迎接即將到來的出道15週年，她宣布了一連五個月的發行計畫為其揭開序幕，《ayumi hamasaki ARENA TOUR 2012 A ～HOTEL Love songs～》是這個活動的第五彈，其餘的作品都會在每個月的8日發行，直到15週年4月8日出道紀念前一個月結束。
本作將有收錄2012年10月11日最終場公演與神秘嘉賓氣志團到場合作演「One Night Carnival」之片段。
發行首日獲得Oricon日本公信榜DVD音樂、DVD綜合、藍光綜合三部門的冠軍寶座。

## 曲目
- DVD分為DISC-1（#1-#20）、DISC-2（#21-#24、幕後花絮影像）

- Blu-ray全收錄

1. Happening Here
2. Song 4 u
3. feedback
4. Tell me why
5. reminds me
6. appears
7. Missing
8. a cup of tea
9. Shake It♥
10. STEP you
11. NaNaNa
12. Sparkle
13. the next LOVE
14. Eyes, Smoke, Magic
15. kiss o' kill
16. Serenade in A minor
17. Ladies Night
18. Party queen
19. SURREAL ～ evolution ～ SURREAL
20. Love song
21. One Night Carnival
22. Boys & Girls
23. how beautiful you are
24. Thank U

螢幕影像（4段）

## 外部連結
- 官方網站（页面存档备份，存于）